# Moesia inferior

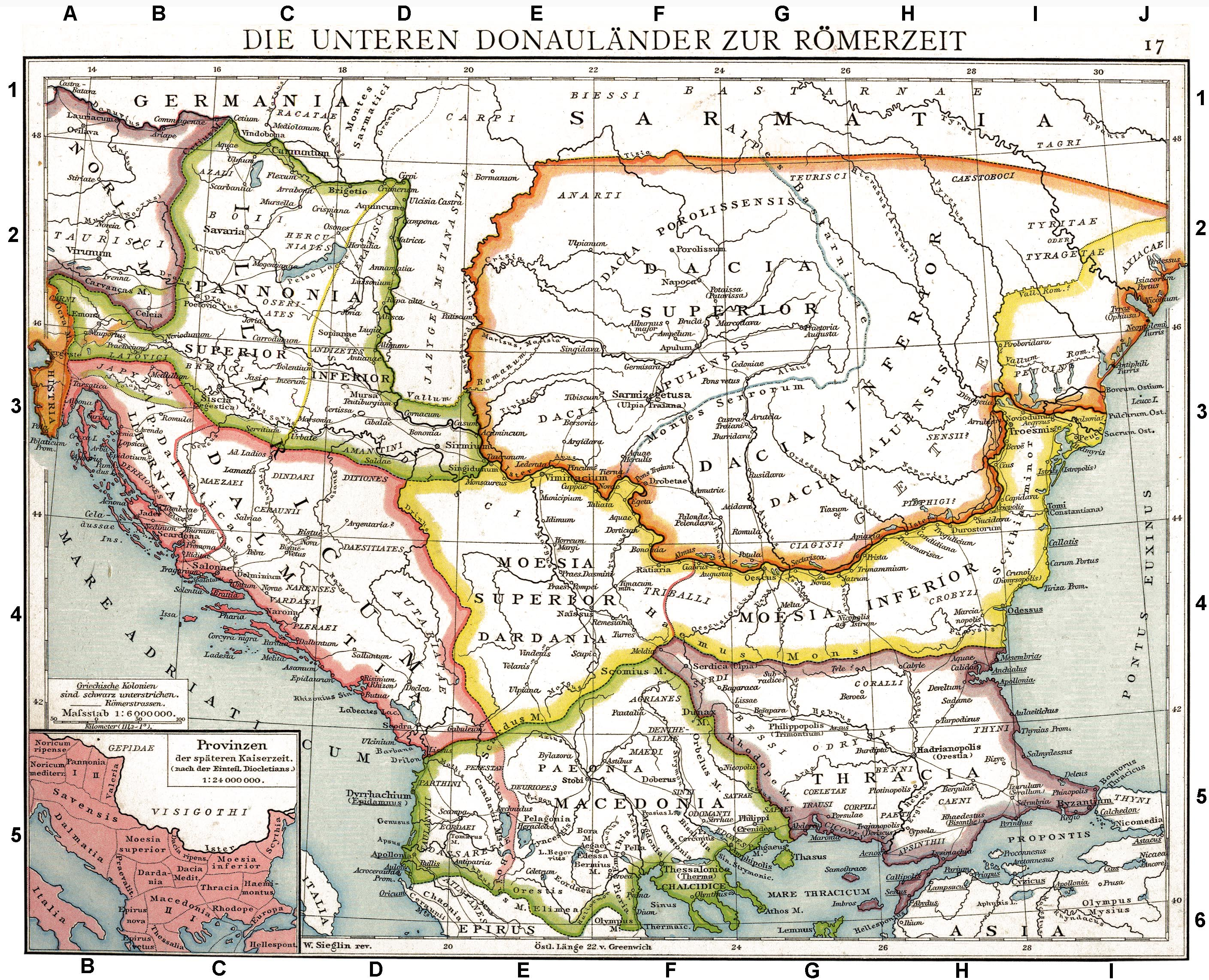
Die römischen Provinzen in Südosteuropa. (Aus einem Atlas des 19. Jahrhunderts.)

Moesia inferior („Niedermösien“) war in der Antike eine Provinz des Römischen Reiches auf der östlichen Balkanhalbinsel. Sie erstreckte sich über mehrere hundert Kilometer in west-östlicher Richtung am südlichen Ufer der unteren Donau (Danuvius). Den Namen erhielt das Gebiet nach dem dort ansässigen thrakischen Stamm der Moesi. Während seiner größten Ausdehnung umschloss Niedermösien die bulgarische Donautiefebene sowie die Dobrudscha.

## Vorrömische Bevölkerung
Über die Herkunft und das Wesen der im Bereich der späteren Provinz lebenden vorchristlichen Bevölkerung wurde aus dem Bereich der nationalen und nationalkommunistischen Bewegungen des 19. und 20. Jahrhunderts viel spekuliert und mythologisiert. So machten die jahrzehntelang dominierenden Vertreter diese Irrlehren unter anderem aus den hier ebenfalls lebenden Geto-Dakern die eigentlichen Verkünder der lateinischen Sprache, das die Römer nur als verstümmelten Abklatsch sprachen, sowie die Träger einer Vorform des Christentums. In den Berichten der antiken Autoren wie dem um Christi Geburt lebenden Geschichtsschreiber Strabon werden die Grenzen zwischen den Gebieten der Geten und Thraker beschrieben. Strabon ist es auch, der schreibt, dass die Griechen die Geten genauso als Thraker ansahen wie die Myser, die – so Strabon – nun Moesi genannt werden. Die Myser sind historisch schwierig einzuordnen. Der in Kleinasien lebende, bekanntere Zweig wird teilweise als ausgewanderte Gruppierung angesehen, der Geschichtsschreiber Herodot (490/480–424 v. Chr.) schrieb hingegen von einem Feldzug der Myser und Teukrer nach Europa, bei dem sie noch vor dem Trojanischen Krieg die Thraker unterwarfen. Seiner Meinung nach waren die Myser Nachfahren der Lyder.

## 1. bis 3. Jahrhundert

### Eroberung, Gründung der Provinz
Im Jahre 29 v. Chr. wurde die Region Moesia (Mösien) von Marcus Licinius Crassus erobert und bereits 4 n. Chr. in eine römische Provinz umgewandelt. Ziel dieser zunächst rein militärische Organisationsstruktur war in erster Linie eine effektive Kontrolle der Donaugrenze. Seit der Regierungszeit des Kaisers Tiberius (14–37 n. Chr.) erfuhr der Name Moesi eine Bedeutungserweiterung und wurde allmählich zur Bezeichnung aller Provinzbewohner. 44 n. Chr. wurde die Provinz nach Auflösung des Militärkommandos formal auf eine neue Ebene gehoben und unter die Führung eines konsularischen Legaten gebracht.
Unter Vespasian wurde eine Donauflotte aufgestellt, die Classis Flavia Moesica, die in Niedermösien Stützpunkte in Noviodunum ad Istrum (Isaccea), Barboși und bei Aegyssus (Tulcea) besaß.

### Dakerkriege und Provinzteilung
Im Winter 85/86 brachen starke Verbände des neuen dakischen Königs Decebalus brandschatzend und plündernd über die untere Donau ein. Völlig überrascht, wurden die römischen Truppen überrannt, der Statthalter Gaius Oppius Sabinus fiel. Im Frühjahr 86 hatte der Prätorianerpräfekt Cornelius Fuscus das militärische Oberkommando zur Abwehr der Angreifer erhalten. Es gelang ihm, den Feind über die Donau zurückzuwerfen. Der damals regierende Kaiser Domitian (81–96) wies ein Friedensangebot des Decebalus zurück und ließ Cornelius Fuscus einen Gegenangriff für das Jahr 87 vorbereiten.
Wahrscheinlich noch im Herbst 86 scheint Moesia in die beiden Provinzen Moesia superior (Obermösien) und Moesia inferior aufgeteilt worden zu sein. Grenzfluss wurde der Cebrus (Cibrica). Der erste Statthalter Niedermösiens wurde Marcus Cornelius Nigrinus Curiatius Maternus, der zunächst noch als Legat der ungeteilten Provinz eingesetzt worden war. Hauptstadt der neuen Provinz wurde Marcianopolis, heute westlich von Warna.
Bis zur Aufgabe der Provinz Dacia (Dakien) während der zweiten Hälfte des 3. Jahrhunderts wurde Niedermösien im Westen von Obermösien begrenzt. Die Südgrenze dominierte das sichelförmig von Nordwesten nach Osten verlaufende Balkangebirge (Haemus mons), dessen Ausläufer bis zur Donau reichen. Auf den Höhenzügen des Balkangebirges verlief die Grenze zu Thracia (Trakien). Im Norden bildete die Donau das natürliche Ende Niedermösiens und in weiten Strecken den Südrand Dakiens. Das gewaltige Mündungsgebiet der Donau beschloss im nordöstlichsten Teil die Provinz. Daran anschließend lag im Osten der Pontus Euxinus (Schwarzes Meer) – eine weitere, natürliche Grenze.

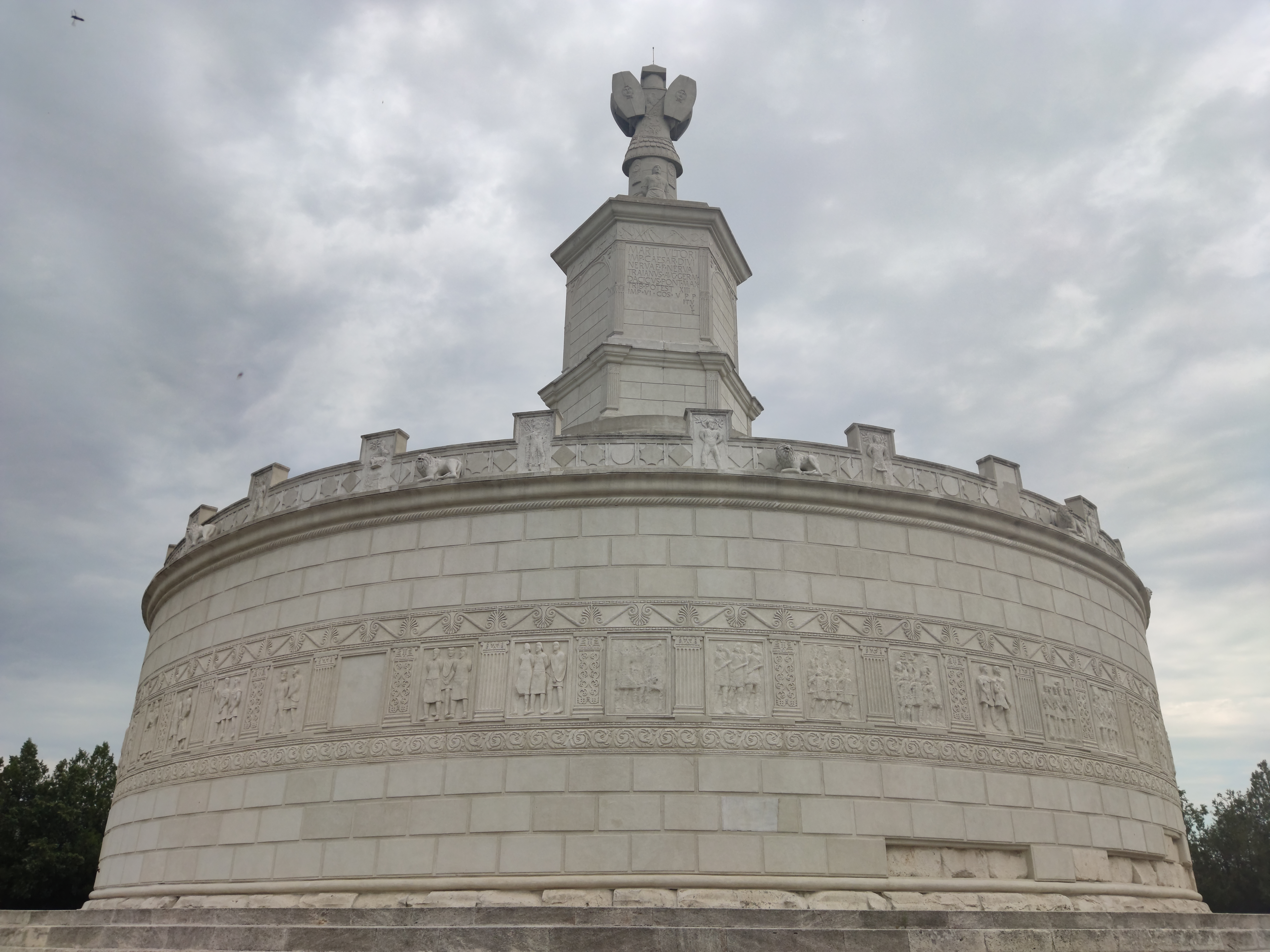
Das rekonstruierte Tropeum Traiani.

Während der anhaltenden Dakerkriege, in denen eine Ursache für die Provinzteilung gesehen werden kann, wurden die angrenzenden römischen Besitzungen entlang der Donau zu großen Aufmarsch- und Nachschubplätzen. Im Frühjahr 101 begann Trajan einen groß angelegten Krieg gegen die Daker unter Decebalus. Der Vormarsch war eher langsam, da die Römer in dem eroberten Gebiet sukzessive die Infrastruktur ausbauten und mit militärischen Stationen sicherten. Während sie dabei einen Zangenangriff gegen die dakischen Kernlande führten, vollzogen die Daker gemeinsam mit den verbündeten sarmatischen Roxolanen und den germanischen Buren im Herbst 101 einen Entlastungsangriff gegen Niedermösien. Die von den nach Norden marschierten Truppen entblößte Provinz lag den Angreifern fast schutzlos offen. In einer großen Schlacht bei Adamklissi in der Dobrudscha wurden die römischen Gegner besiegt und zogen sich über die Donau zurück. 108/109 entstand hier das Tropaeum Traiani, ein Denkmal für den Sieg Trajans über die Daker und deren Verbündete. Mit Kriegsende und der Einrichtung der Provinz Dakien nördlich der mösischen Grenzen verschoben sich die militärischen Schwerpunkte.

### Grenzsicherung im 2. Jahrhundert
Während der anschließenden Regierungszeit des Kaisers Hadrians (117–138) kamen die bisherigen römischen Expansionsbestrebungen weitgehend zum Ende. Stattdessen begannen die Römer damit, die Reichsgrenzen zu stabilisieren und militärisch zu festigen. Zu Beginn dieser Phase stießen die Roxolanen und Jazygen erneut nach Dakien und Niedermösien vor, konnten jedoch zurückgeschlagen werden. In der Folgezeit wurde es in der Provinz ruhiger. Die beiden Mösien wurden unter Hadrian und dem nachfolgenden Kaiser Antoninus Pius (138–161) entmilitarisiert und stattdessen Dakien mit einer dichten Kette aus Militäranlagen und Grenzbefestigungen gesichert. Als Operationsbasis von drei Legionen blieb Niedermösien jedoch weiterhin ein wichtiger Faktor im rückwärtigen Grenzverteidigungssystem. Während der nun folgenden Regierungszeit der Antoninen und Severer zeichneten sich die Unterdonauprovinzen durch wirtschaftlichen Wohlstand und ein intensives kulturelles Leben aus.

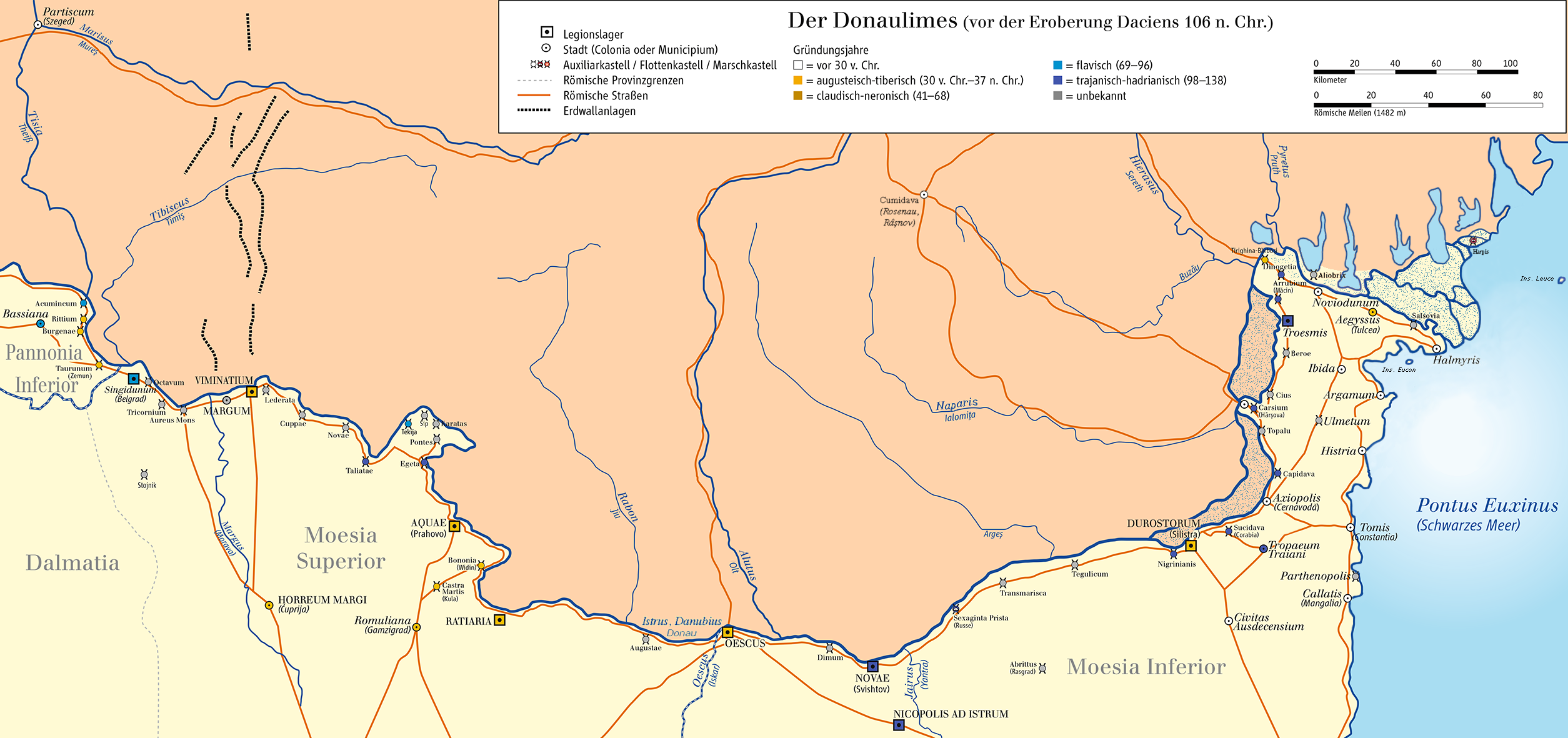
Der untere Abschnitt des Donaulimes während der mittleren Kaiserzeit.

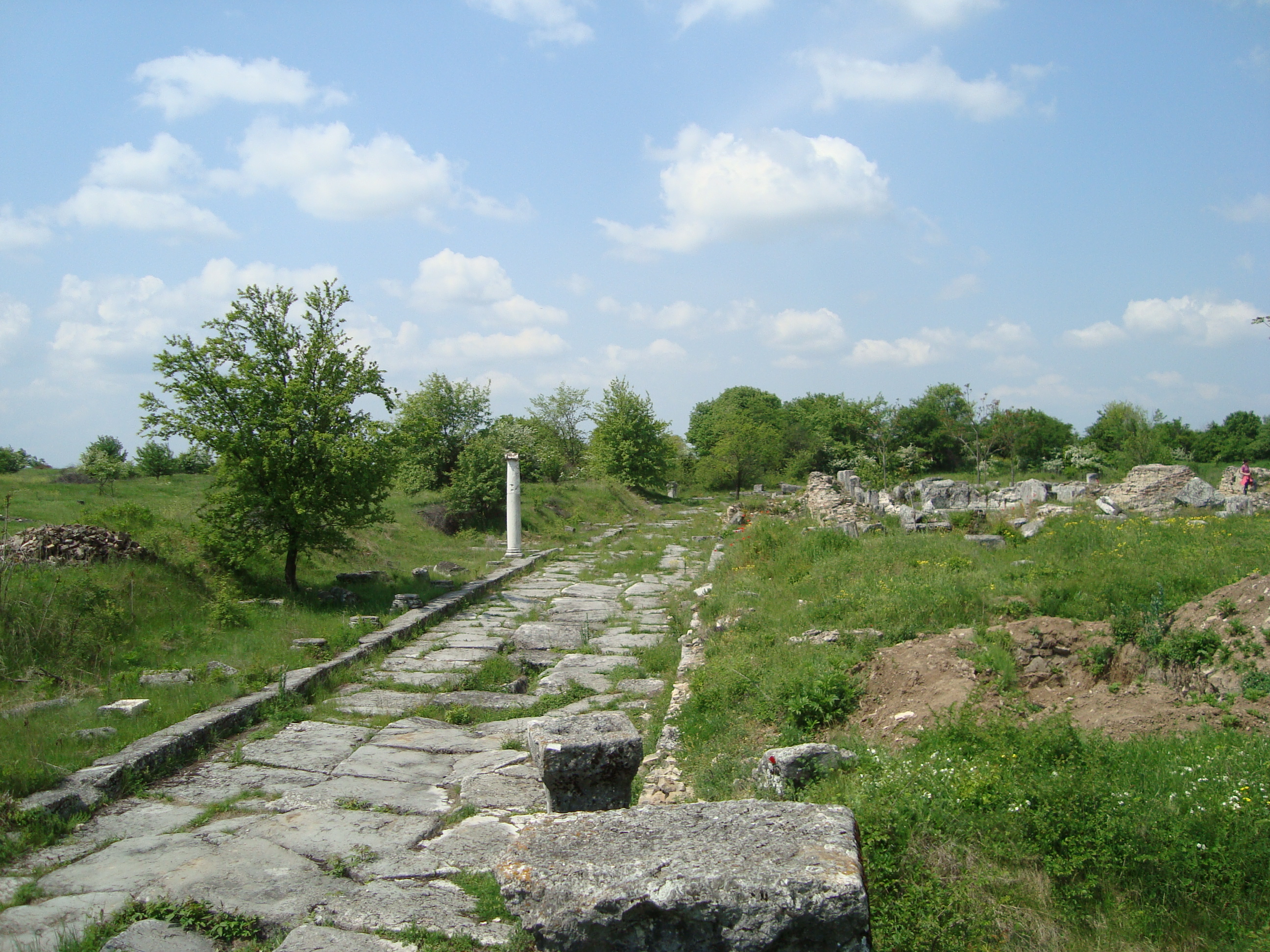
Antike Straße in Nicopolis ad Istrum.

Die das Land sichernden Legionsstandorte wurden alle entlang des Donaulimes gegründet und waren über Jahrhunderte belegt:
- möglicherweise schon ab der Spätzeit des Kaisers Augustus (30 v. Chr.–14 n. Chr.):[15] Oescus (Gigen) als westlichste Legionsgarnison;
- seit Kaiser Claudius (41–54):[16] Novae im westlichen Abschnitt, heute Swischtow;
- seit Kaiser Trajan (98–117):[17] Durostorum im östlichen Abschnitt, heute Silistra, und ebenfalls
- seit Kaiser Trajan:[17] Troesmis (Iglitza bei Galatz) im nördlichen Abschnitt.

### Einfall der Daker, Sarmaten und Germanen
In den Jahren 193/196 überschritten die Roxolanen und andere sarmatischen Verbündete die Donau erneut und brachen brandschatzend in Niedermösien ein. 195 standen erstmals die Goten an der unteren Donau. Trotz ihrer Drohung, in das Reichsgebiet einzufallen, gelang es den Römern, sie zum Frieden und zur Stellung von Hilfstruppen zu zwingen. Zwischen 196 und 203 überrannten die Jazygen, Roxolanen, Daker, Vandalen und andere Stämme die Grenzen von Pannonia (Pannonien) bis Niedermösien. Erst durch jahrelange Feldzüge gelang es dem Kaiser Septimius Severus (193–211), die Feinde zurückwerfen und zum Frieden zu zwingen. Der Kaiser besuchte 202 auch einige Zentren der Provinz wie Nicopolis ad Istrum und wahrscheinlich die Garnisonsstädte Novae und Durostorum.

### Spätes Prinzipat
Im Lauf des 3. Jahrhunderts wurde die Nordgrenze der Provinz Niedermösien wieder vollständig zu einer Außengrenze des römischen Reiches. Im Frühjahr 238 begannen die Einfälle der Völker aus dem Barbaricum. Genannt werden in den Quellen Karpen und Skythen, wobei unter letzteren wohl eher Sarmaten oder Goten zu verstehen sind. Der damalige Statthalter Tullius Menophilus konnte die Angreifer zum Abzug bewegen.
Möglicherweise bereits 248 fielen die Krieger eines mächtigen Bündnisses aus Goten, Karpen, Taifalen, bastarnischen Peukinern und Hasdingen – einem Teilstamm der Vandalen – in Niedermösien ein. Mit ihren Anführern, den Gotenkönigen Argaith und Gunderich, versuchten sie vergeblich, Marcianopolis zu belagern. Dieses Ereignis, das der Geschichtsschreiber Jordanes überliefert hat, wird in der neueren Forschung jedoch eher mit den Geschehnissen des Jahres 250/251 oder wesentlich später verbunden. Damals marschierte der Gotenkönig Kniva zusammen mit den Karpen in weite Teile Niedermösiens und Thrakiens ein und ließ das Land verwüsten. Bei Novae teilte sich das Heer in zwei große Abteilungen. Ein Teil begann mit der erfolglosen Belagerung des Legionsstandorts Novae, der andere zog vor die Tore von Philippopolis (Plowdiw). Der in Novae abgewiesene Teil der Angreifer marschierte unterdessen nach Nicopolis ad Istrum und hinterließ dabei eine Schneise der Verwüstung. Bei dem Versuch, die Feinde abzuwehren, wurde der herbeigeeilte Kaiser Decius (249–251) geschlagen und floh zum Legionslager Oescus. Ohne den benötigten Entsatz musste sich Philippopolis im Spätherbst 250 ergeben und wurde von den brandschatzenden Goten zerstört. Nach den archäologischen und numismatischen Befunden wurde auch die Küstenstadt Histria Opfer einer Zerstörung während der Mitte des 3. Jahrhunderts – weiteren Schwarzmeerstädten ging es nicht anders. Im Juni 251 versuchte der Kaiser in der Schlacht von Abrittus, die sich nach Norden zurückziehenden, beutebeladenen Goten zu stellen, doch wurden die römischen Truppen erneut geschlagen und sowohl Decius als auch sein Sohn Herennius Etruscus fanden den Tod. Der anschließende Friedensschluss erlaubte den Goten die Mitnahme ihrer reichen Beute. Außerdem sollte ihnen Rom einen jährlichen Tribut entrichten, der die Goten von einem Übertreten der römischen Grenzen fernhielt. Bereits ein Jahr später verlangte Kniva von dem neuen niedermösischen Statthalter und späteren Kaiser Aemilianus, dass der Tribut zu erhöhen sei. Als sich Aemilianus weigerte, kam es zum Krieg, in dessen Folge der Gotenkönig noch im selben Jahr besiegt wurde.
Dennoch setzten die Goten besonders 254 bis 255 ihre Einfälle auf römisches Gebiet im Verband mit den Karpen und Burgundern fort, wobei sie Richtung Süden bis Thessalonica (Thessaloniki) vorstießen. Der massive Einsatz der römischen Armee in Niedermösien unter Decius hat sich auch im Geldumlauf niedergeschlagen. So ist nach 249 ein wesentlich höherer Prozentsatz an Münzen nach Niedermösien geflossen als in das benachbarte Obermösien.
Auch in den folgenden Jahren durchzogen plündernde Heere die Provinz. 262 oder 263 stießen die Goten erneut durch Niedermösien und überschritten auf ihrem Beutezug den Hellespont, um in Kleinasien zu marodieren, wobei sie in Ephesos mit dem Artemistempel eines der Sieben Weltwunder zerstörten. Auf dem Rückmarsch durchstießen sie Niedermösien erneut. Nach weiteren Überfällen kam es 269 zur größten Invasion der Provinz. Tausende Goten, Heruler, Gepiden, Bastarnen, Peukinen sowie andere Stämme brachen brandschatzend in das Land ein. Da sie diesmal vorhatten, sich in dem verwüsteten Land südlich der Donau niederzulassen, befanden sich ihre Habe, Frauen und Kinder im Tross. Erfolglos versuchten die Angreifer die Städte Marcianopolis und Tomoi zu nehmen. Letztendlich konnte die römische Armee den Feind bei Naissus (Niš) vernichtend schlagen. Doch auch in den nachfolgenden Jahrzehnte mussten Einfälle und Unruhen abgewehrt werden.

## Spätantike

### Diokletianische Verwaltungsreformen

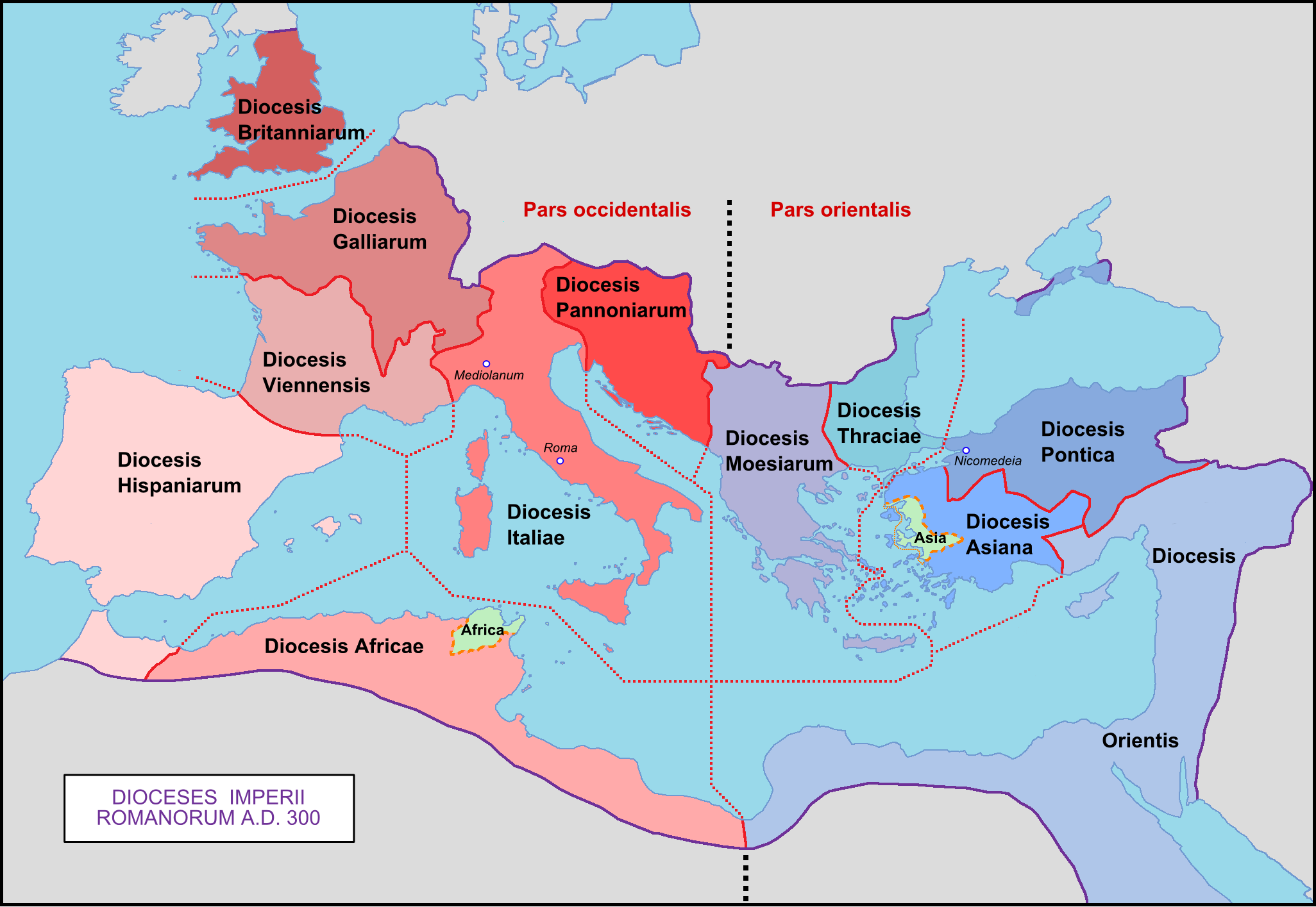
Die Diözesen von ca. 293 bis vor 337.

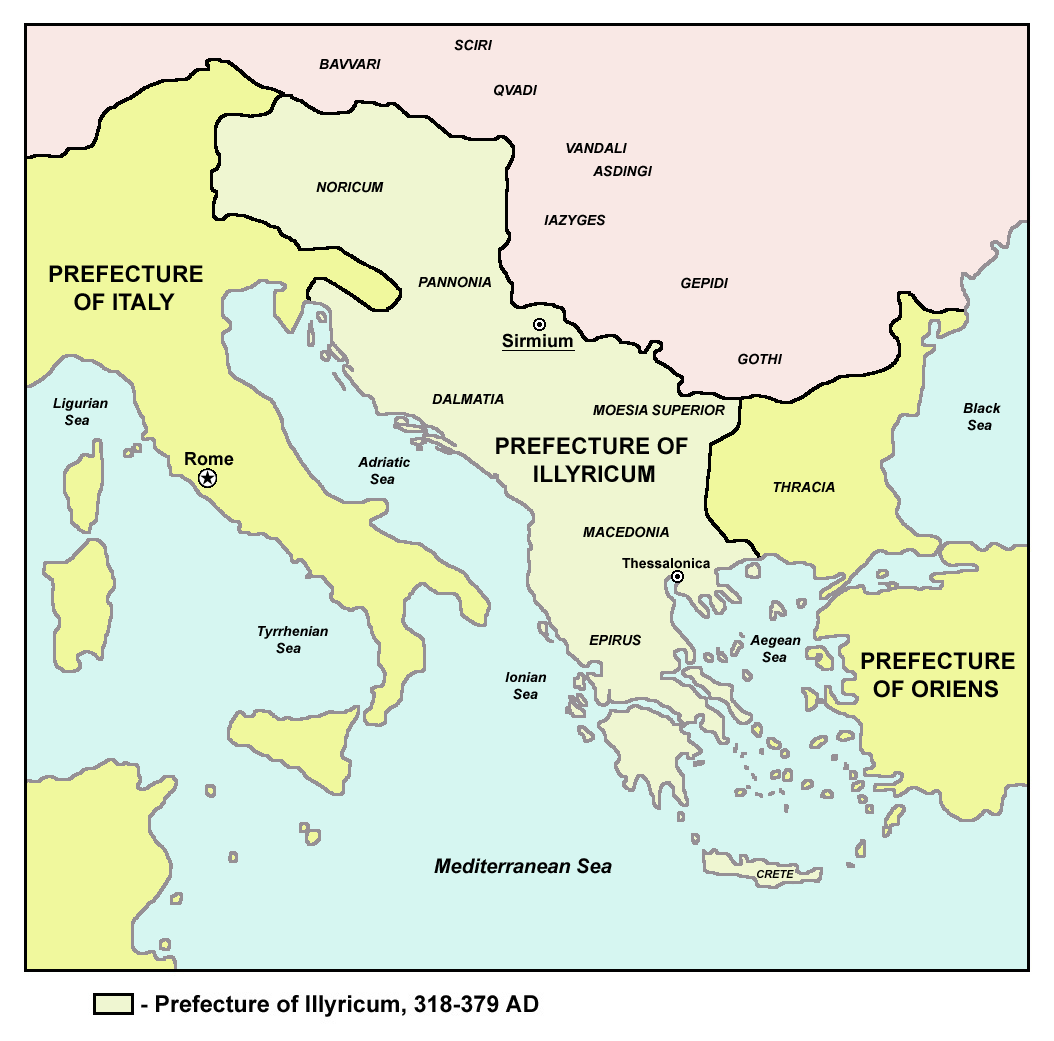
Die Prätorianerpräfekturen nach dem Sieg Konstantins über Licinius bis zur Reichsteilung von 395.

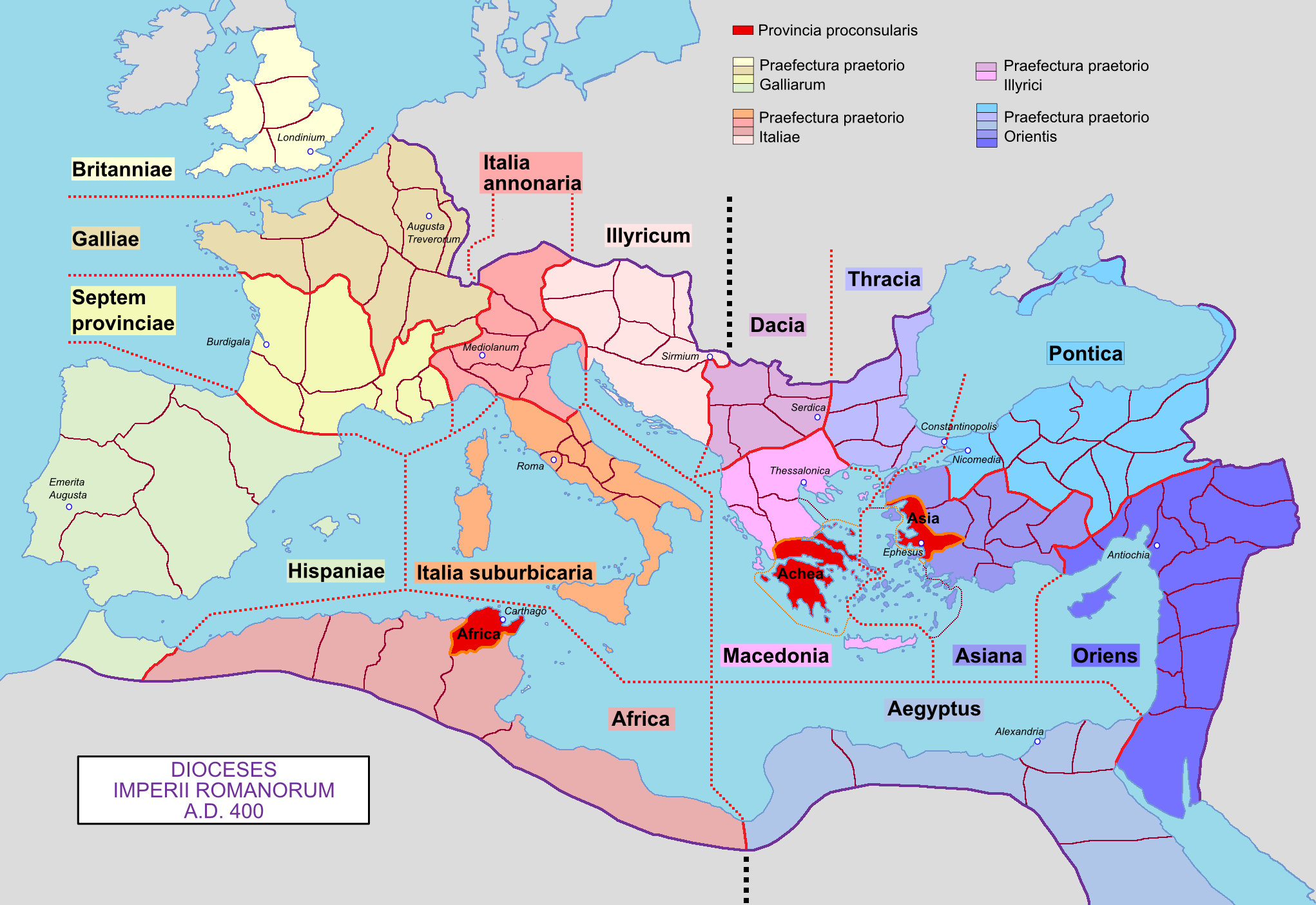
Die Diözesen nach der Dreiteilung der Balkanprovinzen um 400.

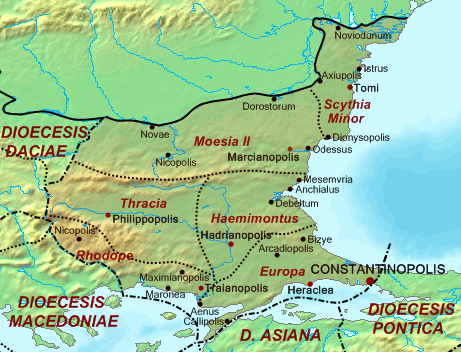
Die Diözese V, Thrakien, zu der die Provinz Moesia secunda (Moesia II) gehörte.

Die tiefgreifenden Verwaltungsreformen der tetrarchischen Zeit setzten in Mösien bereits während der Regierungszeit des Kaisers Aurelian (270–275) ein. Er führte die Konsolidierungspolitik seines Vorgängers Claudius Gothicus (268–270) fort und kam den damals aktuellen realpolitischen Gegebenheiten nach, indem er 271 das eigentliche Dakien als römische Provinz aufgab. Stattdessen ließ Aurelian auf nördlichen Teilen der Gebiete von Unter- und Obermösien eine neue dakische Provinz einrichten: Dacia ripensis. Vielleicht wurde auch noch während seiner Herrschaft das Statthalteramt des Legatus Augusti pro praetore in das eines Praeses umgewandelt.
Die mit dem Regierungsantritt Diokletians eingeleiteten Reichsreformen schlugen sich auch auf die Organisation der Provinzen nieder. Die Hauptstadt der nun verkleinerten Provinz Moesia inferior, die jetzt Moesia secunda hieß, blieb Marcianopolis mit Odessos (Warna) als bedeutendste Hafenstadt. Der Ostteil Niedermösiens mit den Legionslagern Durostorum und Troesmis war der neugegründeten Provinz Scythia minor zugeschlagen worden, die ungefähr den Raum der heutigen rumänischen Dobrudscha einnahm. Diese beiden Provinzen bilden nun zusammen mit den neugegründeten vier thrakischen Provinzen Thracia, Haemimontus, Rhodope und Europa als Verwaltungseinheit die „Diözese Thrakien“ (Dioecesis Thraciae), auch als Diözese V bekannt.
308, als der Versuch unternommen wurde, das im Verfall stehende System der Tetrarchie zu retten, wurde die für die Reichsverteidigung eingerichtete Prätorianerpräfektur Illyricum – zu der auch die Diözese Thrakien gehörte – dem von 308 bis 324 regierenden Kaiser Licinius zugeschlagen. Nachdem sich Konstantin der Große den westlichen Teil des Reiches und Licinius den Ostteil gesichert hatten, kam es zum Streit um die illyrische Präfektur, denn beide Kaiser beanspruchten deren Gebiete. Als Konstantin 314 oder 316 nach seinem siegreichen Einmarsch in den Donau-Balkan-Raum Licinius zwingen konnte, die Präfektur Illyricum an ihn abzutreten, wurde die Diözese Thrakien aus der illyrischen Verwaltung herausgelöst und der Präfektur Oriens zugeschlagen. Aufgrund dieser Maßnahme verteilte sich nun die Verantwortung für die Verteidigung des gefährdeten mittleren und unteren Donaulimes auf die jeweiligen Kaiser im Osten und im Westen. Da sich die Abgrenzung der beiden Reichsteile insbesondere im letzten Drittel des 4. Jahrhunderts immer mehr verfestigte, führte dies dazu, dass unter anderem der Balkan immer mehr zum Zankapfel der Kompetenzen wurde. Angreifer aus dem Barbaricum erhielten damit gute Gelegenheiten die Lage auszunutzen, an dieser Flanke vorzustoßen.

### Christentum
Die ersten historischen Zeugnisse des Christentums in Niedermösien sind durch mehrere Militärmärtyrer überliefert, die nach dem diokletianischen Edikt vom 23. Februar 303 in den Jahren 303/304 am Legionsstandort Durostorum umgebracht wurden. Diokletian selber war am 8. Juni 303 in dieser Stadt. Auch in den darauffolgenden Jahren fanden Hinrichtungen schwerpunktmäßig in Durostorum statt. Weitere überlieferte Orte der diokletianischen Verfolgung sind nach der Zahl der Opfer gerechnet die Garnisonsstädte Noviodunum ad Istrum, Axiopolis (Cernavodă), Dinogetia und Novae. Die meisten beruflich dokumentierbaren Opfer stammen aus den Reihen des Militärs. Neben einzelnen Soldaten wurden auch hohe Offiziere und ganze Familien hingerichtet. Am zweithäufigsten sind Handwerker ermordet worden. Die historische Existenz einiger Opfer – beispielsweise des Heiligen Dasius aus Durostorum – steht dabei außer Zweifel.
Für das Jahr 325 sind Bischofssitze in der Provinz überliefert, so für die Kapitale Marcianopolis. Später wird die religiöse Ausrichtung einzelner Bischöfe in der Moesia secunda durch verschiedene erhaltene Dokumente deutlich. Wie in den westlichen Nachbarprovinzen dominierte auch hier der Arianismus. Während der christologischen Auseinandersetzungen während der ersten Hälfte des 5. Jahrhunderts setzte sich Bischof Dorotheus von Marcianopolis stark für den Patriarchen von Konstantinopel, Nestorius und dessen Lehre, den Nestorianismus ein. Auf dem Konzil von Ephesos 431 schloss er sich mit Jacobus von Durostorum der Antiochenischen Schule an.

### Gotenkriege
Während der Regierungszeit Konstantins II. (337–340) wurde die gotenfreundliche Politik seines Vaters Konstantins des Großen fortgesetzt. 343 durfte eine im gotischen Transdanubien verfolgte Gruppe christianisierter Goten unter der Führung ihres Bischofs Wulfila im Umfeld von Nikopolis ad Istrum siedeln, ohne die sonst üblichen Foederatenpflichten erfüllen zu müssen. Wulfila ist eine der bekanntesten kirchlichen Persönlichkeiten seiner Zeit, der mit der ältesten germanischen Bibelübersetzung auch das bedeutendste gotische Sprachdenkmal für die Zukunft bewahrt hat.
376 wandten sich drei gotische Teilverbände, die vor der im Vorjahr erfolgten Hunneninvasion zurückwichen, nach Süden dem römischen Reichsgebiet zu. Eine der Gruppen, die Terwingen unter Alaviv und Fritigern, kam im Frühherbst in Absprache mit dem damals regierenden Ostkaiser Valens (364–378) über den Donaulimes der Moesia secunda, um als Unterworfene (Dediticii) auf dem Balkan zu siedeln. Doch die Versorgung einer so großen Menge an Menschen führte den verantwortlichen militärischen Oberbefehlshaber der Provinz, Lupicinus, an die Grenzen seiner Möglichkeiten. Zur Begleitung der Terwingen auf ihrem Weg zur Provinzhauptstadt Marcianopolis stellte er Teile der Grenztruppen ab. Als die beiden anderen gotischen Gruppen bemerkten, dass Teile der Grenze unbewacht waren, erzwangen sie den Flussübergang. Ein illegal übergetretener Verband wurde besiegt und in Italien angesiedelt, der andere, bestehend aus Greutungen, wurde mit den Terwingen wohl in der Moesia secunda – dem Nordteil der Diözese Thrakien – angesiedelt. Noch im gleichen Jahr erhoben sich die Neuankömmlinge im Gotenkrieg gegen die Römer, nachdem Lupicinius vergeblich versucht hatte, Fritigern während eines Gastmals in Marcianopolis umbringen zu lassen. Im Verlaufe des nun folgenden Krieges wurde Moesia secunda zeitweilig der römischen Kontrolle entzogen, nachdem Goten – vereint mit Hunnen und Alanen – die Pässe über das Balkangebirge gesperrt hatten. Die mit großer Brutalität zumeist im Südteil der Diözese Thrakien geführten Auseinandersetzungen gipfelten in der für Rom katastrophalen Schlacht von Adrianopel (378), bei der Kaiser Valens den Tod fand. Modares, einem römischen Heerführer gotischer Abstammung, gelang es 379, die nun in Thrakien sitzenden Aufständischen wieder zurück nach Mösien hinter das Balkangebirge zu werfen. Mit dem teilweise von Historikern bezweifelten Friedensvertrag vom 3. Oktober 382 bestätigte der oströmischen Kaiser Theodosius I. (379–394) gegenüber Fritigern die Ansprüche der Goten auf Siedlungsgebiete, die ihnen entlang der Donaufront, unter anderem in Moesia secunda, zugewiesen wurden. Gemäß diesem Foedus blieb das Land römisches Staatsgebiet und die Goten wurden zu Reichsangehörigen. Doch konnten sie steuerfrei unter ihren eigenen Herrschern leben, mussten jedoch in Kriegszeiten gegen Bezahlung als Foederati Waffendienste unter römischem Oberkommando leisten. Auch bei der Bekehrung von Fritigerns Terwingen soll Wulfila eine wichtige Rolle gespielt haben. Nachdem die Terwingen zum Kristallationspunkt eines sich zu einer neuen, großen Einheit formierenden westgotischen Volksverbandes geworden und unter Alarich I. 408 gegen Rom gezogen waren, nahmen sie ihren gotisch-homöischen Glauben mit.

### Reichsteilung von 395
Im Zuge der organisatorischen Reichsteilung von 395 änderten sich auch für die Moesia secunda verwaltungstechnische Strukturen. Die Diözese V (Thrakien) fiel 395/420 ziviladministrativ an das sich von da ab entwickelnde, so genannte „Byzantinische Reich“ und auch kirchenrechtlich kam Thrakien und damit die Moesia secunda nun endgültig an das griechische Patriarchat, während die benachbarte, in der Diözese VII (Dakien) liegende Moesia prima, dem Bischof von Rom unterstellt blieb. Erst 732 kam auch Moesia prima an die Orthodoxie in Konstantinopel.

### Hunneneinfälle
Während der Hunneneinfälle wurde auch Moesia secunda verheert. So zerstörten die Angreifer beispielsweise die Provinzhauptstadt Marcianopolis. Zehn Jahre nach diesen Ereignissen, 457, scheint sich das Leben in der Moesia secunda schneller erholt zu haben als das in der angrenzenden Moesia prima und Dacia ripense. Lediglich Marcianopolis scheint zunächst eine Ruinenstadt geblieben zu sein und Abrittus hatte die Funktion der Provinzkapitale übernommen. Der Titel des Bischofs von Marcianopolis blieb erhalten, doch residierte dessen Amtsträger wohl in Kpel. Auch zwanzig Jahre später, als der ostgotische König Theoderich 477/478 in der Moesia secunda lebte, scheint Marcianopolis noch in Trümmern gelegen zu haben. Möglicherweise hatte 457 Scythia minor – die inzwischen Scythia prima genannt wurde – den Provinzstatus verloren, war der Moesia secunda zugeschlagen worden oder wurde von Kpel direkt verwaltet.

### Slawenkriege
Um 527 wird durch den Geschichtsschreiber Prokopios von Caesarea über erste Slaweneinfälle an der unteren Donau berichtet. Während der Regierungszeit des Kaisers Justin I. (515–527) überquerten die Anten den Fluss an der mösischen Grenze, wurden aber von dem kaiserlichen Neffen Germanos, dem Heermeister der Diözese Thrakien, zurückgeworfen.
Während der Regierungszeit des Kaisers Justinian I. (527–565) blieb die Diözese Thrakien und damit Niedermösien in römischer Hand. Am 18. Mai 536 wurde mit Gründung der quaestura exercitus die militärische Grenzverteidigung neu geordnet. Die Quaestura umfasste neben Moesia secunda die Kykladen, Karien und Zypern und bezeugt die anhaltende Wichtigkeit der Flotte zur Landesüberwachung entlang des Save-Donaulimes. Dennoch musste das Land unter Justinian schwere Kämpfen und Verheerungen erdulden. Die Heermeister der Diözese Thrakien hatten letztendlich zu wenige Kräfte, um gegen die ins Hinterland einfallenden Plünderer massiv vorgehen zu können. Hatten die oft kleinen Gruppen von Angreifern erst die gesicherte Donau überwunden, konnten sie fast ungehindert brandschatzen. Lediglich die stark befestigten Provinzstädte boten noch vielfach Schutz. Um 529 wurden die Protobulgaren, um 560 die Awaren und immer wieder die Slawen abgewehrt, denen es 559 im Verbund mit Hunnen gelungen war, bis Konstantinopel vorzustoßen, bevor sie der Feldherr Belisar abwehren konnte. Um die sich abzeichnende, dauerhafte Landnahme der Slawen auf dem Balkan zu verhindern und die Awaren niederhalten, führte auch Kaiser Maurikios (582–602) überaus erfolgreich eine Reihe von Balkanfeldzügen. Die Ermordung des Kaisers durch den Usurpator Phokas machte indes alle Erfolge zunichte. Unter der despotischen Herrschaft des Phokas (602–610) fiel Konstantinopel als ordnende Macht auf dem Balkan zeitweise vollständig aus. Zudem wurde die militärische Kraft Ostroms durch anhaltende Kriege mit den vordringenden Persern derart gebunden, dass beide Parteien letztendlich völlig ausgeblutet waren. In dieser für die Existenz Konstantinopels bedrohlichen Lage manifestierte sich die um die Mitte des 7. Jahrhunderts abgeschlossene Landnahme der Slawen in der thrakischen Diözese, deren nördliche Teile nun lediglich pro forma noch zum oströmischen Reich gehörten. Den Eindringlingen gelang es sogar, in die Diözese Mazedonien vorzustoßen, das Sperrwerk des Hexamilion zu überwinden und die Peloponnes zu erobern. Die Christen aus den niedermösischen Gemeinden nahmen auf der Flucht vor den brandschatzenden heidnischen Slawen teilweise die Reliquien ihrer Märtyrer mit. Wahrscheinlich Ende des 6. Jahrhunderts waren so die sterblichen Überreste des Dasius aus Durostorum in die Schwarzmeerstadt Odessos (Warna) verbracht worden, der später nach Italien gelangte.
Durch die anhaltenden kriegerischen Wirren scheinen sich die im 5. Jahrhundert noch existierenden leitenden kirchlichen Strukturen bis zum Ende des 6. Jahrhunderts völlig aufgelöst zu haben. Erst 680, beim Dritten Konzil von Konstantinopel, werden wieder Bischöfe der thrakischen Diözese genannt.

## Erstes Bulgarisches Reich

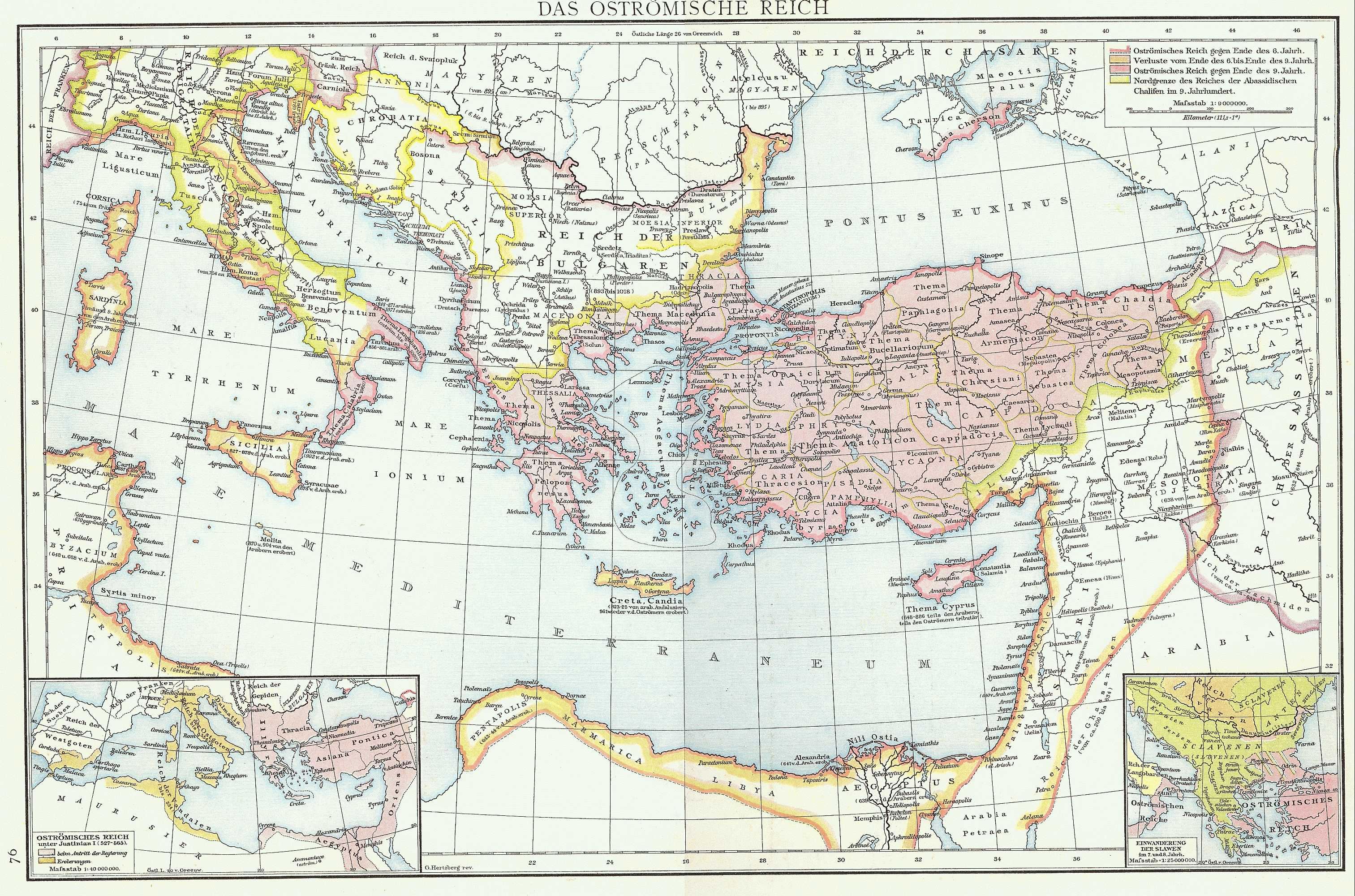
Der Ostbalkan nach Gründung des Bulgarischen Reiches, kurz nach 800 bis 971. Das System der Provinzen war nun durch die Themenverfassung ersetzt worden.

In den Raum der Moesia secunda stießen auch immer wieder Protobulgaren vor. 679 erhoben sie Anspruch auf die Gebiete im Raum der Dobrudscha und ließen sich dort nieder. Die hier bis dahin staatenlos siedelnden Slawen wurden unterworfen und tributpflichtig gemacht. Außerdem sollten sie den Protobulgaren zukünftig Heerfolge gegen Ostrom leisten. Mit der wenig später erfolgten Gründung des Ersten Bulgarischen Reiches konsolidierten die Protobulgaren ihre regionale Macht auf dem östlichen Balkan.
Die nun folgenden militärischen Auseinandersetzungen zwischen ihnen und Konstantinopel führten letztendlich dazu, dass Ostrom den Angreifern 681 die mösischen Gebiete endgültig überlassen musste und sich verpflichtete, zu seiner eigenen Sicherheit Tribut an die Bulgaren zu zahlen. Gegen Kaiser Konstantin V. (741–775), der zur Grenzstabilisierung des oströmischen Reiches die Pässe über das Balkangebirge befestigen ließ, erlitten die dagegen vorgehenden Bulgaren zunächst schwere Niederlagen. Die nun folgende Krise Bulgariens wurde erst durch den nachfolgenden Khan Krum (802–814) beendet, der nicht nur die beiden Mösien für Bulgarien sicherte, sondern auch die Provinz Thrakien. Im Frühmittelalter hatte der Begriff „Moesia“ eine bedeutende Erweiterung erfahren. Unter anderem in der zwischen 876 und 882 entstandenen Vita sancti Clementis wird Mösien mit Illyrien gleichgesetzt. Und die Chronik des Popen Dukljanin aus dem 12. Jahrhundert verdeutlicht, dass der Begriff „Moesia“ zu dieser Zeit auch auf die Bewohner Bosniens ausgedehnt worden ist.

## Byzantinische Reichserneuerung ab 971

Die Neueinteilung der von Ostrom rückeroberten Gebiete in Themen.

An eine Wiederherstellung alter römischer Größe orientierte sich der zwischen 969 und 976 regierende Kaiser Johannes Tzimiskes. Sein Einmarsch 971 auf dem Balkan läutete das Ende des Bulgarenreichs ein. Unter ihm wurde unter anderem das Territorium der alten Moesia secunda rückerobert. Bei der verwaltungstechnischen Neustrukturierung wurden jedoch nicht mehr die alten Provinzen wiedererrichtet, sondern das inzwischen eingeführte Themensystem angewandt, wobei das Territorium der Moesia secunda als „Paristrion“ wiedererstand. Hauptstadt wurde das alte Durostorum, das Johannes in „Theodoroupolis“ umbenannte.

## Wichtige Persönlichkeiten aus Niedermösien
- Maximinus Thrax († 238 in Aquileia), römischer Kaiser von 235 bis 238 n. Chr. Die Herkunft des Kaisers aus Niedermösien ist nicht gesichert, doch auch nicht unmöglich.[49]
- Flavius Aëtius (* um 390 in Durostorum, † 454 in Rom), weströmischer Heermeister und Politiker